# Hydropsalis cayennensis
Hydropsalis cayennensis és una espècie d'ocell de la família dels caprimúlgids (Caprimulgidae) que habita zones obertes de Costa Rica, Panamà, oest i nord de Colòmbia, nord de l'Equador, Veneçuela, Guaiana, Trinitat i Tobago, Antilles Holandeses i Martinica.
En diverses llengües rep el nom de "enganyapastors cuablanc" (Anglès: White-tailed Nightjar. Espanyol: Chotacabras Coliblanco).